# Zuivelfabriek Sint-Macharius

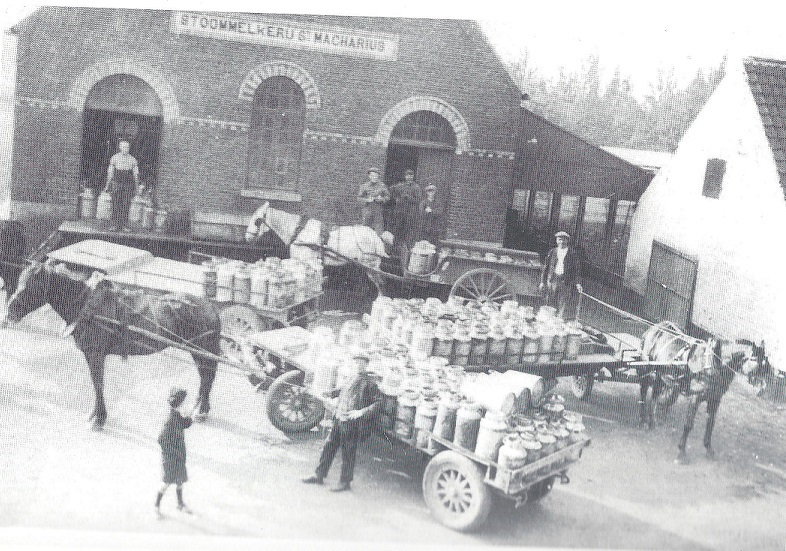
De voormalige Zuivelfabriek Sint-Macharius in Wontergem.

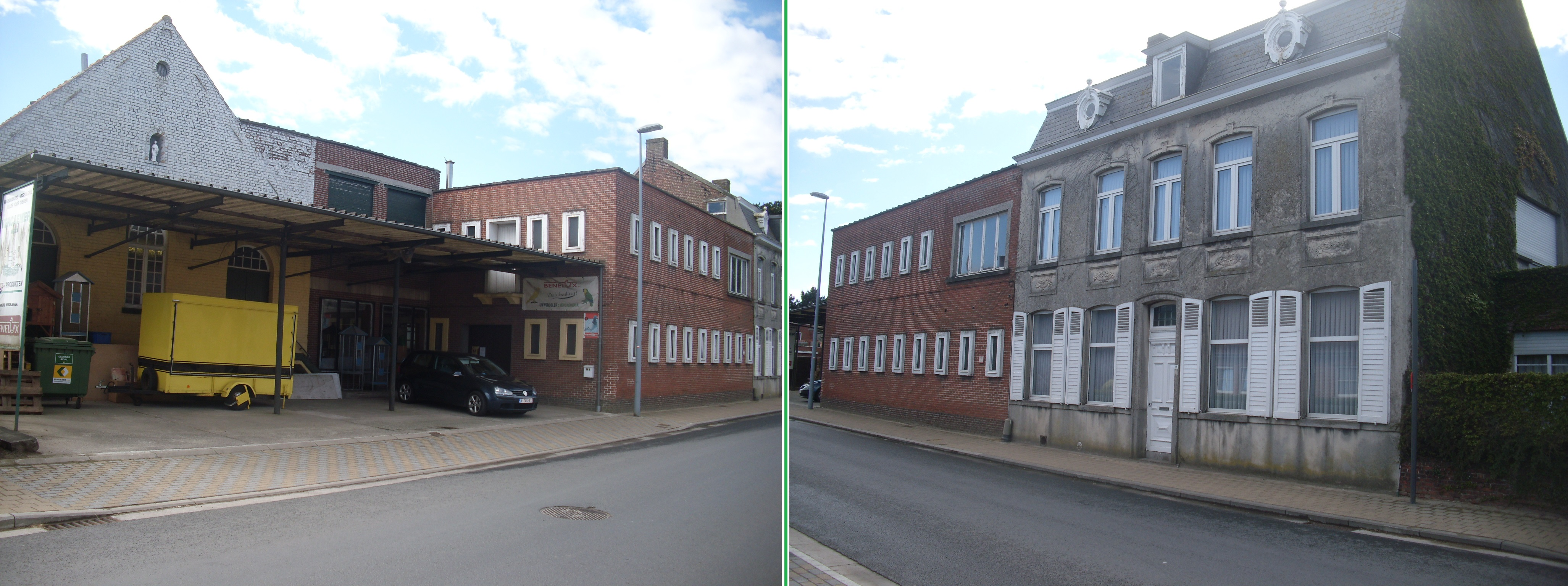
De situatie in 2013.

De Zuivelfabriek Sint-Macharius was een melkverwerkend bedrijf gelegen in de Belgische deelgemeente Wontergem, thans een onderdeel van de Oost-Vlaamse stad Deinze.
Het oudste deel van de voormalige melkerij werd gebouwd begin van de jaren 30. Het nieuwe gedeelte rechts ervan werd gebouwd in 1950 en werd ingericht en gebruikt als kaasfabriek. Geheel rechts staat het herenhuis die diende als woonst voor de eigenaar.

## Molen
Op de site stond sinds 15e eeuw een windmolen, eerst een houten korenwindmolen en sinds 1855 een stenen stellingmolen. De familie De Wulf kocht de molen in 1911 en liet die volledig slopen in 1917. Eind jaren 20 besliste ze er een melkerij uit te baten. De melkerij bleef van 1930 tot 1993 in handen van de familie De Wulf, ook na de aansluiting bij Comelco.
De herenwoning zou een verbouwing en vergroting zijn van de woonst van de molenaar destijds en dateren uit de 19e eeuw. In de puntgevel van het oudste gedeelte van de melkerij staat het Sint-Machariusbeeldje in een nis, naar wie die melkerij werd genoemd.
Heden worden de gebouwen gebruikt als een verkoopsruimte voor dierenvoeding.